# Помпония Умидия
Вижте пояснителната страница за други личности с името Помпония.
Помпония Умидия (на латински: Pomponia Ummidia; * 219; † сл. 275) e праправнучка на Марк Аврелий и Фаустина Млада.

## Биография
Родена е в Писидия в южната част на Мала Азия (дн. Анталия, Турция). Дъщеря е на Ания Фаустина и Помпоний Бас (консул 211 г. и легат на Мизия 212 г. – 217 г.), син на Гай Помпоний Бас Теренциан (суфектконсул 193 г.). Внучка по майчина линия е на Тиберий Клавдий Север Прокул (консул 200 г.), който е внук на император Марк Аврелий и Фаустина Млада и на Ания Фаустина, дъщерята на Умидия Корнифиция Фаустина, дъщеря на Гай Умидий Квадрат Аниан Вер (суфектконсул 146 г.) и Ания Корнифиция Фаустина, която е сестра на император Марк Аврелий.
Майка ѝ става след екзекуцията на баща ѝ през 221 г. третата съпруга на император Елагабал. Сестра е на Помпоний Бас (консул 259 г. и 271 г.), женен за Помпония Гратидия.
Помпония Умидия става съпруга на Флавий Антиохиан, който през 270 г. е консул и 272 г. градски префект на Рим.